# 薩林納 (堪薩斯州)
薩林納（英語：Salina）是一個位於美國堪薩斯州薩林縣的城市。

## 地方資料
根據2020年美國人口普查的數據，薩林納的面積為66.66平方千米，當中陸地面積為66.57平方千米，而水域面積為0.09平方千米。當地共有人口46889人，而人口密度為每平方千米703.41人。